# 馬酔木 (雑誌)
『馬酔木』（あしび）は、馬酔木発行所が発行する月刊俳句雑誌。

## 概要
1918年（大正7年）、佐々木綾華らによって『破魔弓』（はまゆみ）として創刊され、帝大俳句会を中心に同人を集めたが、1926年（大正15年）に、創刊後に同人に加わった水原秋桜子が改題を提起し、1928年（昭和3年）7月号より『馬酔木』となった。改題時の同人は、水原秋桜子、増田手古奈、日野草城、佐藤眉峰、山口青邨、富安風生、大岡龍男、佐々木綾華であった。
秋桜子をはじめ、当初のメンバーは『ホトトギス』の流れを汲んでいたが、やがて秋桜子を中心に、『馬酔木』は独立した俳句雑誌としての道を進むことになった。
2007年には1000号に達し、記念号が刊行された。
1981年に秋桜子が没した後、『馬酔木』の主宰は長男の水原春郎が1984年から引き継いだ。2011年に春郎の娘の徳田千鶴子が主宰を引き継ぎ、現在に至る。

## おもな参加者
（）内は、各所属者が主宰した俳誌を示す。後に離脱した者も含む。
- 富安風生（「若葉」）
- 山口青邨（「夏草」）
- 相生垣瓜人（「海坂」）
- 山口草堂（「南風」）
- 及川貞
- 佐野まもる（「海郷」）
- 篠田悌二郎
- 橋本多佳子
- 瀧春一（「暖流」）
- 日野草城（「旗艦」「青玄」）
- 山口誓子（「天狼」）
- 百合山羽公（「海坂」）
- 加藤楸邨（「寒雷」）
- 石塚友二（「鶴」）
- 篠原鳳作
- 相馬遷子
- 石川桂郎（「風土」）
- 石橋辰之助
- 高屋窓秋
- 能村登四郎（「沖」）
- 石田波郷（「鶴」）
- 渡辺白泉
- 有働亨
- 草間時彦
- 堀口星眠（「橡」）
- 鷲谷七菜子（「南風」）
- 藤田湘子（「鷹」）
- 山上樹実雄（「南風」）